# Josef Herzig
Josef Herzig (n. 25 septembrie 1853, Sanok, Lwów Voivodeship⁠(d), Polonia – d. 4 iulie 1924, Viena, Republica Austriacă) a fost un chimist austriac. A activat în domeniul chimiei produșilor naturali, iar în acest sens a reușit să determine structura chimică a unor flavonoide, precum: quercetină, fisetină și ramnetină, precum și a unor alcaloizi.